# معهد العلمين للدراسات العليا
معهد العلمين للدراسات العليا هي مؤسسة دراسات عليا خاصة تقع في مدينة النجف في العراق.
قامت مؤسسة بحر العلوم الخيرية بتأسيس المعهد، وقد حصل على إجازة التأسيس من مجلس الوزراء في سنة 2013، كما تم الاعتراف النهائي به من قبل وزارة التعليم العالي والبحث العلمي في عام 2017.

## الأقسام
يضم المعهد قسمين:
- قسم العلوم السياسية.
- قسم القانون.